# 185 Dywizja Strzelecka (ZSRR)
185 Dywizja Strzelecka (ros. 185-я стрелковая дивизия) – związek taktyczny (dywizja) Armii Czerwonej.
Sformowana 25 sierpnia 1941, po niemieckiej agresji na ZSRR, na bazie oddziałów zmotoryzowanych. Walczyła pod Diemiańskiem. W czasie walk na ziemiech polskich dywizją dowodził płk Michał Muzykin. W 1945 w ramach operacji wiślańsko-odrzańskiej uczestniczyła w walkach o prawobrzeżną Warszawę i Sochaczew. Forsowała Odrę (20 marca 1945), wojnę zakończyła nad Łabą, w składzie 77 Korpusu Piechoty.

## Dowódcy dywizji
- ppłk Konstantin Winduszew (25.08.1941 – 12.02.1942)
- ppłk Stanisław Popławski (01.02.1942 – 31.03.1942)
- gen. mjr Siergiej Goriaczew (11.03.1942 – 06.05.1942)
- gen. mjr Michaił Andruszenko (07.05.1942 – 28.11.1943)
- płk Siergiej Akcentow (28.11.1943 – 05.07.1944)
- płk Aleksandr Głuszko (07.07.1944 – 10.08.1944)
- płk Nikołaj Smirnow (11.08.1944 – 21.08.1944)
- płk Zinowij Szechtman (22.08.1944 – 18.11.1944)
- Wasilij Morozow (01.11.1944 – 30.11.1944)
- płk Iwan Gruzdow (19.11.1944 – 24.11.1944)
- płk Michał Muzykin[2] (01.11.1944 – 30.09.1945)[3]

## Struktura organizacyjna
- 257 Pułk Piechoty
- 280 Pułk Piechoty
- 1319 Pułk Piechoty
- 695 Pułk Artylerii[3]